# Littledalea przevalskyi
Littledalea przevalskyi, vrsta trajnice iz porodice trava. L. przevalskyi je rizomatski geofit u umjerenom biomu, raširen po Kini (Qinghai, Gansu, ) i Tibetu.. 
Stabljike joj izrastu od 25–70 cm, a raste na visinama od 2200–5700 m.